# Gauche républicaine de Catalogne - Catalunya Sí
Pour les articles homonymes, voir Gauche républicaine.
La Gauche républicaine de Catalogne - Catalogne oui (en catalan : Esquerra Republicana de Catalunya - Catalunya Sí) (ERC-CATSÍ) est une ancienne coalition politique de gauche, républicaine et indépendantiste catalane composée de la Gauche républicaine de Catalogne (ERC) et de Catalunya Sí (CATSÍ). Elle existe de 2011 à 2021.

## Partis membres
| Partis                           | Dates       | Idéologie                                                                | Positionnement         | Chef             |
| -------------------------------- | ----------- | ------------------------------------------------------------------------ | ---------------------- | ---------------- |
| Gauche républicaine de Catalogne | 2011 –      | Indépendantisme catalan, nationalisme de gauche, socialisme démocratique | Centre gauche à gauche | Oriol Junqueras  |
| Catalunya Sí                     | 2011 –      | Indépendantisme catalan                                                  | Gauche                 | Enric Marín      |
| Mouvement des gauches            | 2017 – 2020 | Indépendantisme catalan, social-démocratie, socialisme démocratique      | Centre gauche à gauche | Alfons Palacios  |
| Démocrates de Catalogne          | 2017 – 2020 | Indépendantisme catalan, démocratie chrétienne, christianisme social     | Centre à centre droit  | Núria de Gispert |

## Résultats électoraux

### Élections générales espagnoles
| Année | Congrès des députés | Congrès des députés | Congrès des députés | Congrès des députés | Sénat   |
| Année | Voix                | %                   | Députés             | Rang                | Sénat   |
| ----- | ------------------- | ------------------- | ------------------- | ------------------- | ------- |
| 2011  | 244 854             | 7,1                 | 3 / 47              | 5e                  | 0 / 16  |
| 2015  | 601 782             | 15,9                | 9 / 47              | 2e                  | 6 / 16  |
| 2016  | 632 234             | 18,2                | 9 / 47              | 2e                  | 10 / 16 |

### Élections au Parlement de Catalogne
| Année | Voix    | %     | Mandats  | Tête de liste   | Rang |
| ----- | ------- | ----- | -------- | --------------- | ---- |
| 2012  | 498 124 | 13,7  | 19 / 135 | Oriol Junqueras | 2e   |
| 2017  | 929 407 | 21,39 | 32 / 135 | Marta Rovira    | 3e   |